# Corteo storico matildico
La Corteo storico matildico ou Parade historique de Mathilde est une manifestation annuelle, à Quattro Castella, dans la province de Reggio d'Émilie, organisée le dernier week-end de mai à partir de 1955, en mémoire d'un événement historique qui s'est déroulé dans cette ville. Ces festivités  ont été abandonnées dans les années de 1972 à 1984, puis ont repris.

## L'événement historique à l'origine de cette manifestation
La manifestation rappelle l'épisode de la reinfeudazione de Mathilde de Canossa, la réaffirmation de sa légitimité, symbolisée par son couronnement de la main de Henri V. Cet événement a eu lieu au pied du Château de Bianello entre le 6 et le 11 mai 1111. C'est le rite par lequel elle retrouve ses droits féodaux, révoqués avec sa mise au ban de Lucques, en  juillet 1080, accusée d'avoir trahie Henri IV.
L'empereur Henri V est le fils de Henri IV, qui, trente ans auparavant, avait été contraint de solliciter du pape Grégoire VII, le pardon de Canossa. 
Donizone de Canossa, biographe de Mathilde, et chroniqueur de l'époque, raconte que l'empereur Henri V s'est arrêté au château de Bianello, de retour de Rome, en 1111, et a couronné la grande-duchesse avec le titre de vice-reine. Cet épisode a été une étape décisive vers le concordat de Worms. 

## Les festivités
Les festivités sont organisées actuellement par la Municipalité de Quattro Castella, par le biais d'un comité de bénévoles : le Comité de Mathilde ou Comitato matildico. Dans les éditions antérieures à 1984, il était organisé par une association locale : le ProLoco de Quattro Castella.
La manifestation enchaîne différents spectacles autour des personnages de Mathilde et de l'empereur Henri V, ces deux personnages étant traditionnellement interprétés par des personnalités du divertissement, de la culture et du sport. Parmi les spectacles :
- des performances des porte-drapeaux et musiciens,
- des performances des principaux groupes historiques  (groupe du district de Borgoleto, le Groupe Historique des Villageois, le Groupe Historique des Archers de la Quattro Castella)
- des jeux d'adresse pour les chevaliers,
- une Bataille du Pont où deux équipes de 7 combattants s'affrontent dans un duel sur un pont de bois.

La manifestation tire son nom, Corteo storico matildico, de la parade finale de plus de 1 000 figurants en costume d'époque, dans les rues de Quattro Castella.

## Les interprètes de Mathilde de Canossa
- 1955 : Maria Fiore
- 1956 : Marisa Borroni
- 1957 : Silvana Pampanini
- 1958 : Eleonora Ruffo
- 1959 : Cosetta Greco
- 1960 : Carla Gravina
- 1961 : Liana Orfei
- 1962 : Valeria Fabrizi
- 1963 : Maria Grazia Spina
- 1964 : Franca Rame
- 1965 : Agata Flori
- 1966 : Eleonora Rossi Drago
- 1967 : Gabriella Giorcelli
- 1968 : Emma Danieli
- 1969 : Loretta Goggi
- 1970 : Giuliana Longari
- 1971 : Gloria Paul
- 1972 : Lina Musolino
- 1984 : Stefania Sandrelli
- 1985 : Enrica Bonaccorti
- 1986 : Florinda Bolkan
- 1987 : Ursula Andress
- 1988 : Barbara Bouchet
- 1989  Barbara De Rossi
- 1990 : Eleonora Brigliadori
- 1991 : Federica Moro
- 1992 : Debora Caprioglio
- 1993 : Alba Parietti
- 1994 : Mara Venier
- 1995 : Dalila Di Lazzaro
- 1996 : Simona Ventura
- 1997 : Sabrina Ferilli
- 1998 : Valeria Marini
- 1999 : Claudia Gerini
- 2000 : Claudia Koll
- 2001 : Manuela Arcuri
- 2002 : Nancy Brilli
- 2003 : Serena Autieri
- 2004 : Gabriella Pession
- 2005 : Vanessa Gravina
- 2006 : Valeria Marini
- 2007 : Alena Seredova
- 2008 : Micaela Ramazzotti
- 2009 : Youma Diakité
- 2010 : Tania Cagnotto
- 2011 : Licia Maglietta
- 2012 : Elena Rossi
- 2013 : Cecilia Camellini
- 2014 : Channing Banks
- 2015 : Maria Antonietta Centoducati

## Les interprètes de Henri V
- 1955 : Vitalino Ferrari Cattabianchi
- 1956 : Albano Dianese
- 1957 : Paolo Carlini
- 1958 : Paolo Carlini
- 1959 : Ennio Girolami
- 1960 : Alberto Farnese
- 1961 : Roberto Villa
- 1962 : Erno Crisa
- 1963 : Alberto Lupo
- 1964 : Corrado Pani
- 1965 : Maurizio Arena
- 1966 : Warner Bentivegna
- 1967 : Enzo Terson
- 1968 : Pino Polidori
- 1969 : Aldo Reggiani
- 1970 : Franco Quarto
- 1971 : Peter Van Wood
- 1972 : Andrea Giordana
- 1984 : Michele Placido
- 1985 : Maurizio Merli
- 1986 : Pietro Badaloni
- 1987 : Fabio Testi
- 1988 : Andrea Giordana
- 1989 : Marco Columbro
- 1990 : Fabio Testi
- 1991 : Bryan Genese
- 1992 : Daniel McVicar
- 1993 : Biagio Antonacci
- 1994 : Alberto Castagna
- 1995 : Jeff Trachta
- 1996 : Daniel Quinn
- 1997 : Michele Placido
- 1998 : Maurizio Aiello
- 1999 : Gabriel Garko
- 2000 : Giulio Base
- 2001 : Paolo Calissano
- 2002 : Edoardo Costa
- 2003 : Sebastiano Somma
- 2004 : Daniele Pecci
- 2005 : Ettore Bassi
- 2006 : Manuel Casella
- 2007 : Luca Calvani
- 2008 : Walter Nudo
- 2009 : Massimo Merlin
- 2010 : Giuliano Razzoli
- 2011 : Andrea Griminelli
- 2012 : Beppe Carletti
- 2013 : Stefano Bellotti
- 2014 : Giuseppe Alessi
- 2015 : Matteo Setti

### Sources
- « Histoire de la commune de Quattro Castella », sur esseremiliano.com.
- (it) « Corteo Storico Matildico. Da più di 50 anni il Corteo Storico Matildico celebra la storia di Quattro Castella e d’Italia », sur maestadellabattaglia.it.
- (it) « Quattro Castella – 51° Corteo Storico Matildico », sur maestadellabattaglia.it.
- (it) « Un tuffo nel Medioevo a Quattro Castella. Alla corte di Matilde con Giuliano Razzoli e Tania Cagnotto », sur provincia.re.it.
- (it) Sez, « Una bella avventura diventata storia », Gazzetta di Reggio,‎ 28 mai 2005 (lire en ligne).
- (it) Sabrina Pignedoli, « In corteo Matilde sarà color ebano. La Lega sbuffa: "E' antistorico" », Il Resto del Carlino,‎ 10 mai 2009 (lire en ligne).